# 徐光啓 (嘉靖進士)
徐光啓（1517年—？），字叔賢，號麓泉，江西廣信府貴溪縣人，官籍，明朝政治人物。

## 生平
江西鄉試第八十三名舉人。嘉靖二十六年（1547年）中式丁未科會試第一百六名，登第二甲第二十名進士。禮部觀政，授刑部主事，升本部员外郎，出为福建佥事，歷升陕西参议、應天兵备副使，嘉靖四十二年（1563年）官至山东左参政。

## 家族
曾祖徐孔福；祖父徐潮，壽官；父徐椅，太醫院醫士。母楊氏。重庆下。弟光行、光大、光寅。